# Mariano Di Vaio
 (octobre 2017).
Mariano Giovanni Di Vaio (né le 9 mai 1989) est un blogueur, créateur de mode et acteur italien. Il a été l'ambassadeur de marques telles que Tommy Hilfiger, Hugo Boss, Maserati, Omega ou Calvin Klein. Il doit sa réputation à son blog de mode masculine, MDV Style.
Di Vaio est également auteur d'un ouvrage My Dream Job. Il a commercialisé sa propre gamme de bijoux: MDV Jewels, une collection de chaussures, MDV Shoes, et une collection de lunettes, MDV Eyewear. En 2016, il est acteur dans une production américaine Deported. Il est très suivi sur les réseaux sociaux et notamment sur Instagram.

## Carrière
Mariano Di Vaio est né le 9 mai 1989 à Assise.  Il a quitté l'Italie à l'âge de dix-huit ans pour poursuivre sa carrière d’acteur et de mannequinat durant un an. Il a d'abord travaillé comme mannequin à Londres puis à New York pour étudier à la NYFA (Académie du Film de New York). Di Vaio est retourné en Europe, a poursuivi sa carrière de mannequin, est paru dans diverses couvertures de magazines et a collaboré avec des marques internationales : publicité pour le parfum Roberto Cavalli avec Elisa Seidnaoui à Hugo Boss, Cucinelli, Tommy Hilfiger, Omega et Cruciani. En janvier 2012, il a ouvert son propre blog, consacré à la mode et au style de vie.
Aujourd'hui, son blog est devenu une source d'inspiration pour des millions de jeunes en Italie et dans le monde et est dédié aux passions des gens : la mode, le sport, les voyages, la musique et le cinéma.
Le site a connu le succès : en assemblant ses pages officielles, il compte plus de 8 millions de fans sur Instagram , Facebook et Twitter. Mariano Di Vaio est l'un des blogueurs de mode les plus influents au monde[réf. nécessaire]. Concepteur de MDV Colections, il est maintenant un entrepreneur de sa propre marque de mode.
En 2016, il fait ses débuts dans le monde du cinéma, jouant dans Deported , réalisé par Yoram Globus.

## Télévision
À l'automne 2016, Mariano Di Vaio était (en duo avec le danseur Stefano De Martino) l'un des coachs à la télévision italienne de l'émission Selfie – Le cose cambiano, une émission de télé-crochet italienne produite par la société Fascino PGT de Maria De Filippi et diffusée sur le Canale 5 avec Simona Ventura comme présentatrice,,,,.

## Vie personnelle
En septembre 2015, il se marie à Eleonora Brunacci. Ensemble, ils ont trois fils : Nathan Leone né le 27 novembre 2016, Leonardo Liam né le 18 juin 2018 et Filiberto Noah né le 22 septembre 2019.

## Filmographie
| Année | Titre    | Rôle             |
| ----- | -------- | ---------------- |
| 2016  | Deported | Craig List Model |

## liens externes
- Site officiel